# Радио и телевидение Андорры
Радио и телевидение Андорры (кат. Ràdio i Televisió d'Andorra, S.A., RTVA) — общественная телерадиовещательная компания в Княжестве Андорра, которая управляет телеканалом ATV и двумя радиостанциями RNA и AM, работающие на каталанском языке.

## История

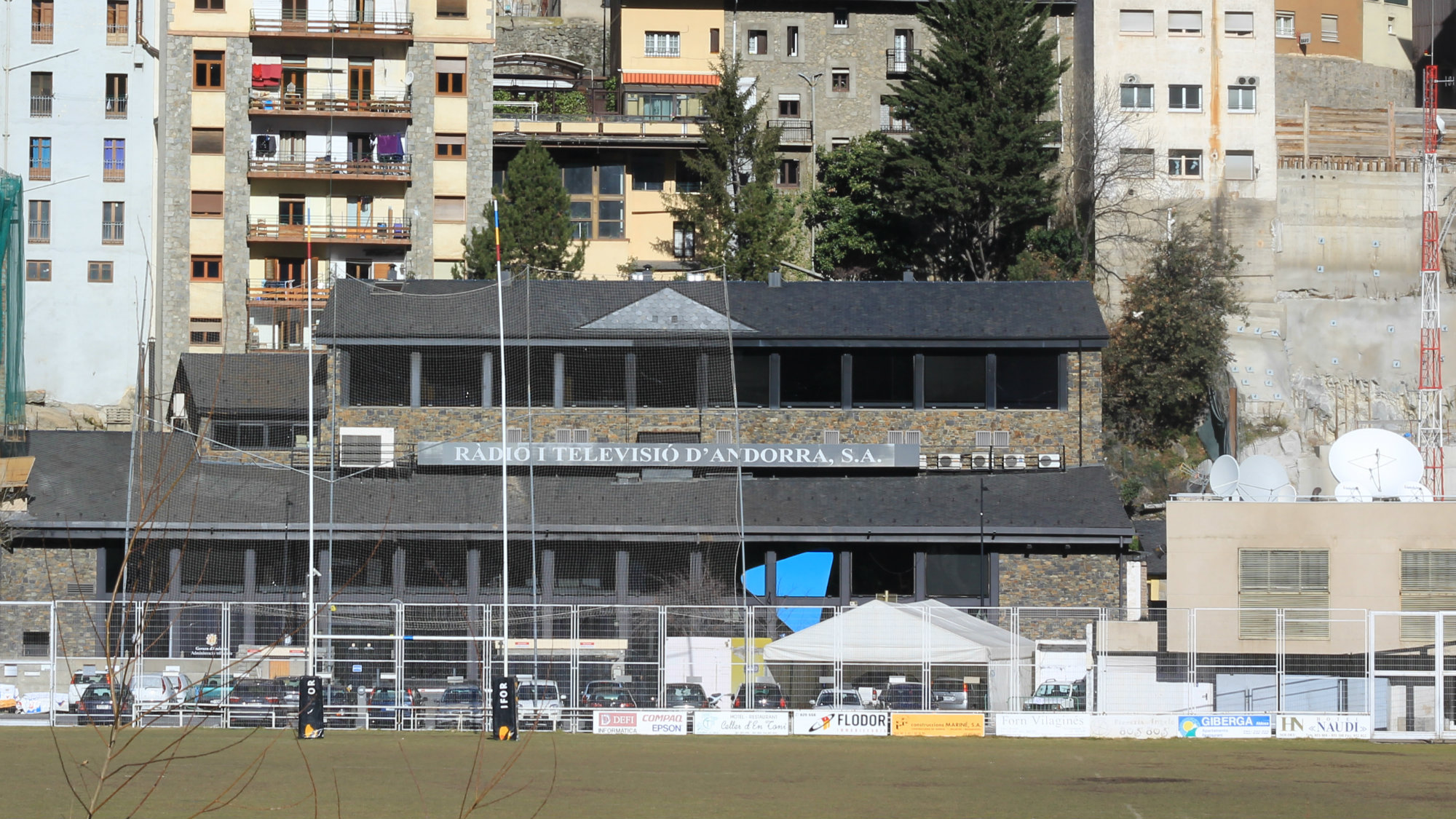
Штаб-квартира RTVA в Андорра-ла-Велья (2013).

Первой коммерческой радиостанцией, вещавшей из Андорры, было Радио Андорры, которое работало с 1939 по 1981 год. Общественное вещание в княжестве началось 26 октября 1989 года после того, как Генеральный совет долин Андорры принял решение о создании национальной вещательной организации.
В результате была сформирована Организация радио и телевидения Андорры (кат. Organisme de Ràdio i Televisió d’Andorra, ORTA), которая финансировалась правительством княжества. 8 сентября 1990 года основано Национальное радио Андорры (кат. Ràdio Nacional d'Andorra, RNA), вещание которой началось 1 января 1991 года. Первый телевизионный канал княжества, Телевидение Андорры (кат. Andorra Televisió, ATV), начал свою работу 4 декабря 1995 года. Все программы как на RNA, так и на ATV производились независимыми компаниями до 1997 года, когда ORTA начала выпускать все свои собственные программы самостоятельно. ORTA была заменена нынешней организацией, Радио и телевидение Андорры (кат. Ràdio i Televisió d'Andorra S.A. RTVA), 13 апреля 2000 года. RTVA взяла полный контроль как над RNA, так и над ATV. Как и его предшественник, RTVA также финансируется правительством, а реклама обеспечивает дополнительный доход.
RTVA является активным членом Европейского вещательного союза (EBU) с 2002 года и принимала участие в конкурсе песни Евровидение с 2004 по 2009 год включительно В 2012 году RTVA могло выйти из состава EBU из-за финансовых проблем.
Вещателю приходится конкурировать с теле- и радиостанциями из Франции и из Испании, чьи передачи можно легко прослушать в княжестве.

## Каналы и станции

### Телевещание
- ATV: Национальный телеканал Андорры.

### Радиовещание
- Ràdio Nacional d'Andorra (RNA): Национальная радиостанция Андорры.
- Andorra Música (AM): Музыкальная радиостанция.

### Интернет

Логотип Andorra Difusió

С ноября 2007 года RTVA имеет веб-портал. В сентябре 2013 года он был обновлен и превратился в мультимедийный сервис под названием «Andorra Difusió».

## Логотипы

Логотипы Национального радио Андорры
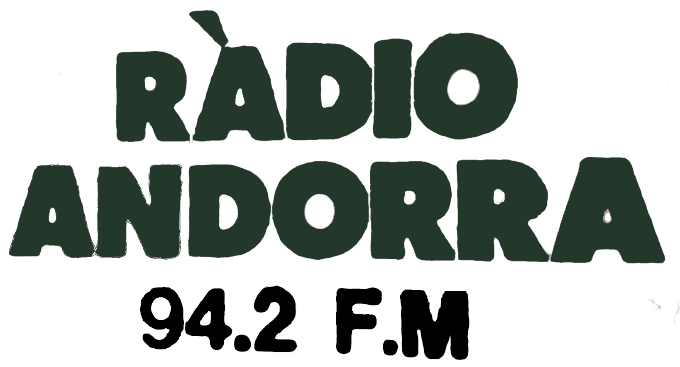
1990—1991
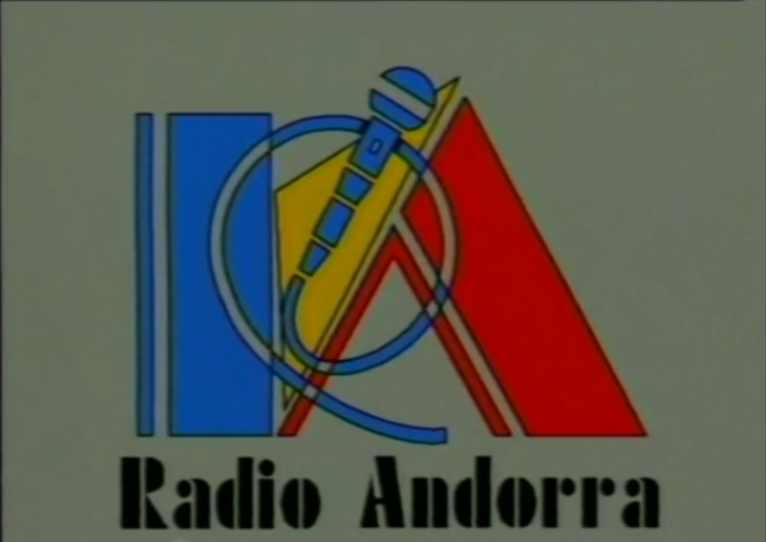
1991—1992
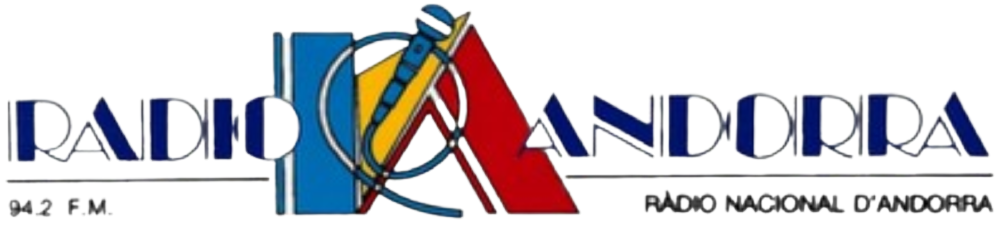
1991—1992
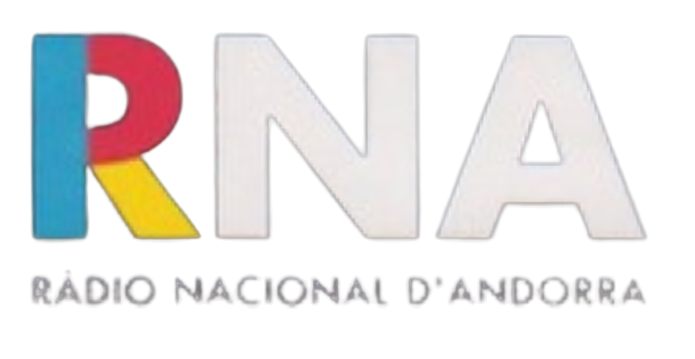
1993—1996
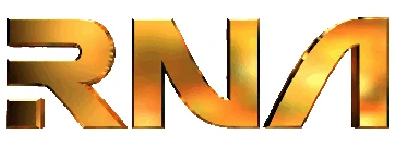
1996—2005
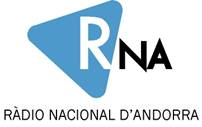
2005—2013
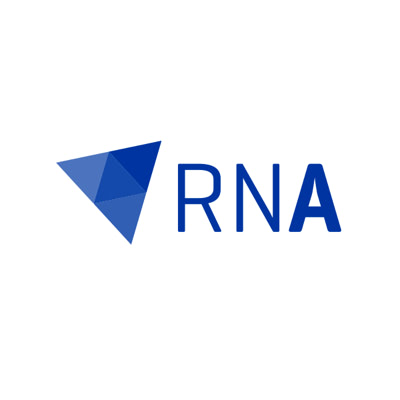
После 2013
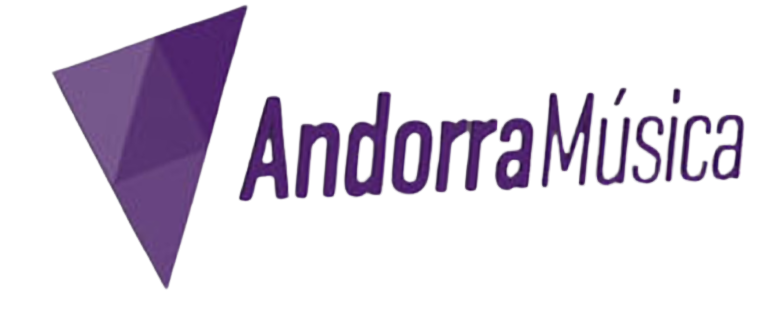
Логотип Andorra Música (2013)